# ファッハシューレ
ファッハシューレ（ドイツ語：Fachschulen、英語：Trade and technical school）とは、ドイツにおけるISCED-5Bレベルの高等職業学校。
21歳以上で入学し、履修年数はフルタイムで2年間（またはパートタイムで3-4年間）であり、入学にはその専攻と関連性のある就業経験が最低1年以上求められる。学生の3分の2はビジネスかソーシャルケアを選択している。
修了時にはマイスター称号を得て、これはドイツ資格フレームワーク（DQR/EQF）レベル6に認定され学士号レベルと同等とされる。卒業後は労働市場に入る
公立のファッハシューレであれば学費は無料である。多くのファッハシューレは中等職業学校に併設されたものであり、また教師も多くは兼任である。

## ドイツ以外の国
- Berufsbildende mittlere Schule - オーストリア
- Höhere Fachschule (Schweiz) - スイス